# Rubén Héctor Sosa
Rubén Héctor Sosa (14 de novembro de 1936 - 13 de setembro de 2008) foi um futebolista argentino que competiu na Copa do Mundo FIFA de 1962.